# Mimoclystia multilinearia
Mimoclystia multilinearia là một loài bướm đêm trong họ Geometridae.